# Sibiracanthella sohondo
Sibiracanthella sohondo är en urinsektsart som beskrevs av Potapov och Sophya K. Stebaeva 1995. Sibiracanthella sohondo ingår i släktet Sibiracanthella och familjen Isotomidae. Inga underarter finns listade i Catalogue of Life.